# Onthophagus tricavicollis
Onthophagus tricavicollis é uma espécie de inseto do género Onthophagus, família Scarabaeidae, ordem Coleoptera.
Foi descrita cientificamente por Lea em 1923.